# Флаг Шри-Ланки
Флаг Шри-Ланки был принят в качестве основного государственного символа в 1948 году. С того времени его вид претерпел лишь незначительные изменения.
После обретения Шри-Ланкой независимости в 1948 году под названием Цейлон, был принят древний флаг королевства Канди, который представлял собой красное поле с золотым львом, зажавшим в лапе саблю («сингальский лев»). Лев олицетворяет прародителя цейлонцев. В 1951 году на флаг были добавлены зелёная и оранжевая полосы, символизирующие мусульманское и индуистское меньшинства соответственно, а красное поле представляет буддистское большинство.
В 1972 году, когда страна была переименована в Шри-Ланку, четыре листка священного буддийского дерева пайпул (фиговое) были добавлены в углы красного поля. Листки символизируют любовь, сострадание, взаимопонимание и самообладание. Эта версия флага стала официальной в 1978 году.

## История
- Флаг Британского Цейлона, 1875—1948
- Флаг Цейлона, 4 февраля 1948 — 2 марта 1951
- Флаг Цейлона, 2 марта 1951 — 22 мая 1972